# Scandalo delle schedature
Lo scandalo delle schedature o Fichenaffäre fu uno degli eventi più sconvolgenti della storia svizzera moderna. Nel 1989, infatti, l'opinione pubblica elvetica venne a conoscenza del fatto che sia le Autorità federali che le Forze di Polizia cantonali avevano messo in piedi un imponente sistema di sorveglianza di massa della popolazione.

## Lo scandalo
Sospettando che all'interno del Dipartimento federale di giustizia e polizia, la Bundespolizei (incaricata della sorveglianza all'interno dei confini) stesse segretamente compiendo un'opera di schedatura sia ai danni di cittadini svizzeri sia ai danni di stranieri, fu istituita una speciale commissione parlamentare (PUK EJPD) affinché venissero compiute indagini più approfondite. Nel novembre 1989, la commissione stilò un rapporto nel quale si leggeva che la Bundespolizei aveva collezionato più di 900 000 dossier (700 000 secondo fonti ufficiali) all'interno di archivi segreti. Con una popolazione di circa 6 milioni di abitanti, si stima che almeno un cittadino su 7 fosse stato messo sotto sorveglianza dal governo. L'azione di schedatura prendeva di mira soprattutto cittadini dell'Europa dell'est, ma anche cittadini svizzeri, organizzazioni, studi legali, e vari gruppi politici, prevalentemente di sinistra.
Lo scandalo portò alla riorganizzazione della Polizia Federale, che dal 1992 viene controllata da una delegazione parlamentare.

## La seconda commissione e la scoperta della P-26
In seguito, emersero sospetti simili anche nei confronti del Dipartimento federale della difesa e della divisione UNA (Untertruppe Nachrichtensdienst und Abwehr, i Servizi Segreti militari), e venne in seguito scoperto che entrambi gli organismi governativi stavano a loro volta raccogliendo materiale riservato. Il Dipartimento negò le accuse, ma una nuova commissione parlamentare (PUK EMD) venne formata nel marzo 1990 sotto la guida del Senatore Carlo Schmid con il compito di indagare l'intera struttura del Dipartimento. Nel novembre 1990, la seconda commissione confermò l'esistenza di dossier segreti illegalmente acquisiti, insieme alla scoperta della P-26, un esercito segreto coinvolto nelle operazioni stay-behind in Europa, e di un'unità specializzata nella raccolta di informazioni riservate chiamata P-27, entrambe nascoste all'interno del UNA. Solo un mese prima, il capo del governo italiano Giulio Andreotti aveva rivelato l'esistenza di Gladio, un'organizzazione clandestina unita alla rete europea stay-behind.

## Trasferimento dei dossier
I dossier della Polizia furono trasferiti negli Archivi federali svizzeri. A René Bacher, un giurista, fu dato il compito di occuparsi dello scandalo politico. 300 000 persone chiesero di poter consultare il proprio dossier dopo che ne fu rivelata l'esistenza.

## Il processo del 2005
Le attività di alcuni sindacati e di vari attivisti di Sinistra erano state oggetto di monitoraggio da parte delle autorità svizzere fin dagli anni ottanta. Nel 2005, un sindacato accusato di aver bloccato il trasporto pubblico a Ginevra, rimase sorpreso nel vedere che nel dossier che lo riguardava si trovavano tutti i suoi movimenti dal 1965 in poi, sebbene esso non fosse stato mai ufficialmente indagato in quegli anni. La corte richiese, quindi, l'intero dossier alla Polizia. Rémy Pagani, membro del Sindacato dei Servizi Pubblici (SSP) ed esponente di Alliance de gauche (coalizione di Sinistra con sede a Ginevra), confermò durante quello stesso processo che nel suo dossier si documentava la sua presenza a manifestazioni nelle quali egli non era mai stato arrestato, insieme alla sua partecipazione all'occupazione di un edificio in supporto alla causa di Nelson Mandela, sebbene neanche in quel caso fosse stato arrestato.
Secondo Rémy Pagani, Bernard Ziegler (Consigliere agli Stati di Ginevra) aveva assicurato che, dopo lo scandalo, sarebbero stati conservati solo i dossier riguardanti azioni criminali mentre, come dimostrato nel processo, non fu realmente così.